# Łapanów (gmina)
Łapanów – gmina wiejska w województwie małopolskim, w powiecie bocheńskim. W latach 1975–1998 gmina położona była w województwie tarnowskim.
Siedziba gminy to Łapanów.
W 2018 roku gminę zamieszkiwało 8139 osób.

## Struktura powierzchni
Według danych z roku 2002 gmina Łapanów ma obszar 71,18 km², w tym:
- użytki rolne: 63%
- użytki leśne: 27%

Gmina stanowi 11,27% powierzchni powiatu.

## Demografia
Dane z 2018 roku:
| Opis                              | Ogółem | Ogółem | Kobiety | Kobiety | Mężczyźni | Mężczyźni |
| --------------------------------- | ------ | ------ | ------- | ------- | --------- | --------- |
| jednostka                         | osób   | %      | osób    | %       | osób      | %         |
| populacja                         | 8139   | 100    | 4045    | 49,7    | 4094      | 50,3      |
| gęstość zaludnienia (mieszk./km²) | 114    | 114    | 56,8    | 56,8    | 57,5      | 57,5      |

- Piramida wieku mieszkańców gminy Łapanów w 2014 roku[3]

## Sołectwa
Boczów, Brzezowa, Chrostowa, Cichawka, Grabie, Kamyk, Kępanów, Kobylec, Lubomierz, Łapanów, Sobolów, Tarnawa, Ubrzeż, Wieruszyce, Wola Wieruszycka, Wolica, Zbydniów.
Miejscowość bez statusu sołectwa: Grobla.

## Formy ochrony przyrody
Na terenie gminy Łapanów występują następujące formy ochrony przyrody:
- Obszar Chronionego Krajobrazu Zachodnie Pogórze Wiśnickie
- Obszar Natura 2000 PLH120089 Tarnawka
- Pomniki przyrody: dąb szypułkowy (Quercus robur) w Wieruszycach poniżej zamku, 6 sztuk w Chrostowej przy drodze powiatowej na terenie zespołu parkowego oraz 3 sztuki na terenie zespołu parkowego, w Ubrzeży – własność prywatna, 3 sztuki, w Wolicy obok remizy, 7 sztuk w Tarnawie na terenie zespołu dworskiego, w pobliżu rzeki Tarnawki, na rynku w Łapanowie, modrzew europejski 8 sztuk w Wieruszycach przy drodze dojazdowej do zamku, sosna w Chrostowej na terenie zespołu parkowego, lipa drobnolistna 11 sztuk wokół kościoła pw. św. Bartłomieja w Łapanowie, skała piaskowcowa Kamień Żółw w Tarnawie

## Sąsiednie gminy
Bochnia, Gdów, Jodłownik, Limanowa, Raciechowice, Trzciana

## Zobacz na mapie
- Portal mapowy gminy Łapanów